# Penarth Rugby Football Club
Maillots
Penarth Rugby Football Club est un club gallois de rugby à XV basé dans la ville de Penarth. Le club est fondé en 1879. Il joue en troisième division du championnat gallois, la WRU Division Two, pour la saison 2010-2011.

## Histoire
Le 7 octobre 1987, le club joue contre les Barbarians français. Les Baa-Baas l'emportent 48 à 13.

## Joueurs emblématiques
Parmi les nombreux joueurs du club, certains ont été sélectionnés en équipe nationale :
- Jack Bassett (15 sélections en équipe du pays de Galles)[2]
- James Bridie (1 sélection en équipe du pays de Galles)
- John Dyke (1 sélection en équipe du pays de Galles)
- Dickie Garrett (8 sélections en équipe du pays de Galles)
- Reggie Gibbs (16 sélections en équipe du pays de Galles)
- Gomer Hughes (3 sélections en équipe du pays de Galles)
- Iorrie Isaacs (2 sélections en équipe du pays de Galles)
- Jamie Ringer (2 sélections en équipe du pays de Galles)
- Mel Rosser (2 sélections en équipe du pays de Galles)
- George Rowles (1 sélection en équipe du pays de Galles)
- Ralph Sweet-Escott (3 sélections en équipe du pays de Galles)
- Hemi Taylor (24 sélections en équipe du pays de Galles)